# Greg Squires
Greg Squires, född 6 juli 1988 i White Plains, New York, USA, är en amerikansk professionell ishockeyspelare som tidigare har spelat för bland annat SC Bietigheim-Bissingen och IK Oskarshamn. Från säsongen 2015/2016 spelar Squires i Örebro HK.

## Klubbar
- Stockton Thunder (2011/2012)
- Starbulls Rosenheim (2012/2013)
- SC Bietigheim-Bissingen (2013/2014)
- IK Oskarshamn (2014/2015)
- Örebro HK (2015/2016–)